# Hidatódio

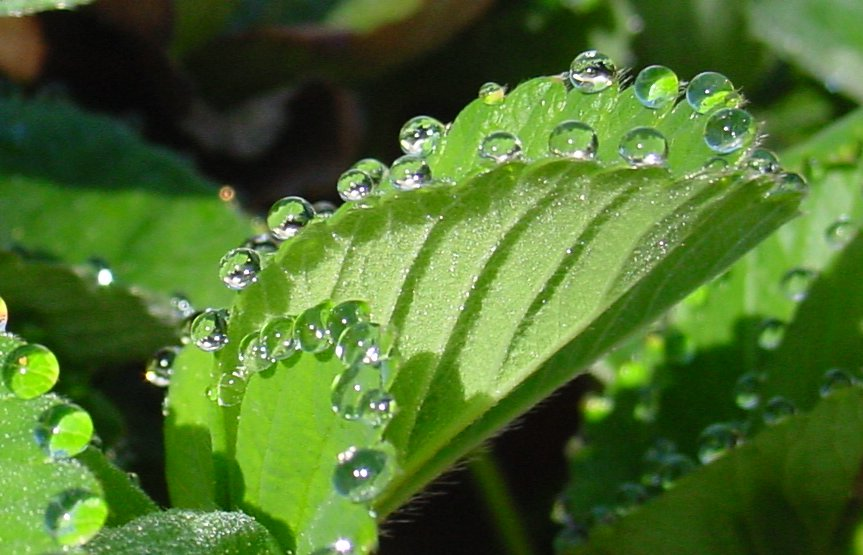
Gutação numa folha de morangueiro

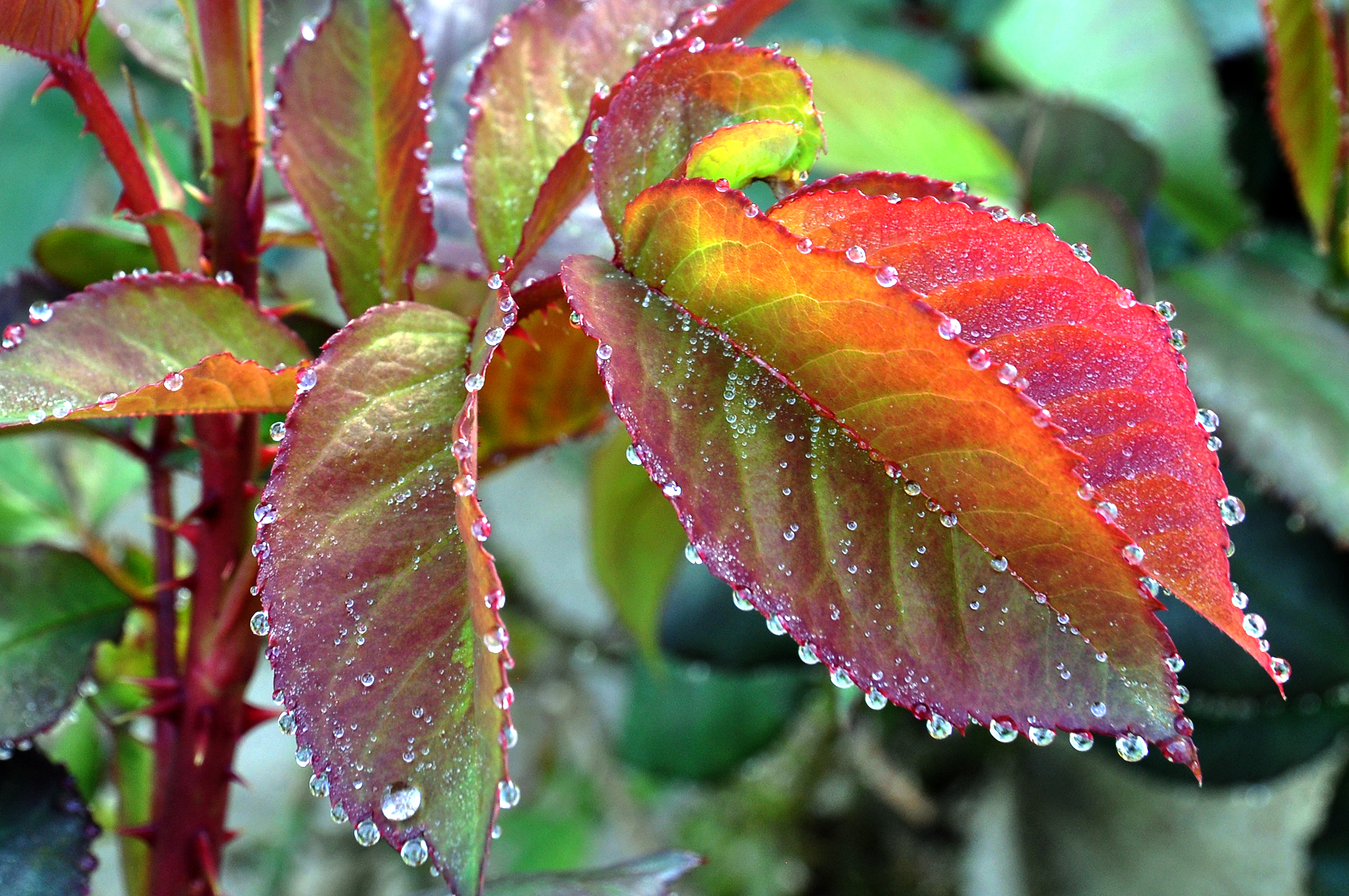
Gutação nas folhas de uma roseira

Hidatódio ou hidátodo (do grego transliterado Hydor, hydatos, "água", e odos, "caminho") é a estrutura secretora composta por estômatos aquíferos nas margens e extremidades das folhas de algumas plantas, perto de terminações de pequenas nervuras. Se abre para o exterior através de poros na epiderme, permitindo, através da gutação, que água saia do interior da folha à superfície foliar. A água pode ser liberada de forma passiva ou por pressão radicular elevada.